# Lesbenpresse
Lesbenpresse war eine lesbisch-feministische Zeitschrift mit radikal-separatistischer Ausrichtung. Sie war die Zeitschrift des Lesbischen Aktionszentrums Westberlin (LAZ) und spielte damit für die sich formierende Lesbenbewegung in Westdeutschland eine besondere Rolle. Der Spiegel nannte sie 1976 auch als eine der Publikationen, die aus der Frauenbewegung kamen „mit kleinen Auflagen und einem an Insiderinnen orientierten Markt, abseits der großen Medien“.
Sie erschien zwischen Februar 1975 und Oktober 1982 in unregelmäßiger Folge in West-Berlin in einer Auflage von 1500 Exemplaren. Das starken Wechseln unterworfene Redaktionskollektiv brachte in dieser Zeit insgesamt elf Ausgaben heraus, die mit einem sehr unterschiedlichen Umfang von 23 bis 50 Seiten zu einem Preis von zwei bis vier D-Mark verkauft wurden.

## Inhaltliche Ausrichtung
Inhaltlich stand der  Kampf um den Entwurf und die Bildung einer revolutionären frauenbezogenen Gegenkultur  mit der Abkehr von bürgerlich-patriarchalen Verhältnissen im Mittelpunkt, wobei die Lesbenpresse als Mittel einer Gegenöffentlichkeit diente durch Kritik an den bestehenden Verhältnissen sowie Identitätsbildung und Vernetzung der Frauen. Lesbianismus wurde als mögliche feministische Strategie aller Frauen im Kampf gegen eine Männerherrschaft entworfen.  Gleichsam im Sinne radikaler Befreiungsbewegungen sollte Lesbenpolitik eine separatistische, autonome Erschaffung  einer nicht mehr fremdbestimmten lesbischen Identität ermöglichen.
Themen der Kritik waren unter anderem (Männer-)Gewalt, die Kriminalisierung Andersdenkender seitens des deutschen Rechtsstaats wie auch Zwangsheterosexualität und die Massenmedien.  Lösungsansätze gegen die Repressionen wurden in Selbsterfahrung, Selbstermächtigung und der Besetzung von Land und Häusern gesucht. Es wurden verschiedene Quellen der Befreiung zu einem ganzheitlichen weiblichen (lesbischen) Leben thematisiert. Dazu gehörten Mystik, Spiritualität, Matriarchats- und Ahninnenforschung  als Schaffung einer eigenen Wissenschaft und Geschichte, ein internationaler Vergleich und Austausch mit anderen Lesben, Kunst, Kreativität und vor allem auch lesbische Sexualität. Daneben gab die Zeitschrift  Raum für Rezensionen, Prosa, Leserinnenbriefe, Kleinanzeigen, Satirisches sowie Werbung für andere Lesbenprojekte.

## Entwicklung
Die Entwicklung der Lesbenpresse ist eng verknüpft mit der Entwicklung des Lesbischen Aktionszentrums Westberlin (LAZ). Das Erscheinen der Zeitschrift im Februar 1975 kann sowohl als deutliches Zeichen der sich durchsetzenden Unabhängigkeit der lesbischen Frauen vom vormaligen Bündnis mit den schwulen Männern in der Homosexuellen Aktion Westberlin (HAW) verstanden werden, als auch als Reaktion auf frustrierende Erfahrungen mit den vorherrschenden Massenmedien. In der ersten Ausgabe der Lesbenpresse hieß es:

„wir lassen uns nicht mehr bestimmen  in dem, was wir zu sagen haben, was wir sagen wollen!!!“

Dieses „wir“ lesbischer Identität sollte nach Vorstellungen des Redaktionskollektivs jedoch nur einen enggesteckten Kreis zugelassener Positionen umfassen. Als Strategie der Abgrenzung zur Bildung einer gemeinsamen lesbischen Identität wurden in der Zeitschrift ein genereller Ausschluss aller  Männer, starke Vorbehalte gegenüber heterosexuellen und bisexuellen Frauen und damit verbunden eine radikale Abkehr von Bürgerlichkeit und Familie formuliert.
Bereits im Jahr nach der Gründung kam es zum Streit des Redaktionskollektivs mit dem Plenum der Gesamtheit der Mitglieder des LAZ, das einen mangelnden Informationsaustausch über die Inhalte der Zeitschrift kritisierte. Im LAZ wurde die Zeitschrift als Organ einer sich bildenden lesbischen Gegenkultur und auch als Repräsentantin des Zentrums selbst verstanden, mit der sich die Mitglieder identifizieren wollten und die Impulse für eine Lesbenpolitik von der Gesamtheit des LAZ nach außen geben sollte.  Um mehr Einfluss und die Vielfalt der Inhalte sicherzustellen, beschloss das Plenum, alle weiteren Ausgaben der Lesbenpresse nach einem rotierenden System zu produzieren und die Bedingungen und Parameter der Herstellung nun offenzulegen. Die radikal-separatistische Ausrichtung mit ihrer spezifischen Art der Ein- und Ausgrenzung wurde jedoch beibehalten.
Zeitweilig gelang es, Unterschiede und Widersprüche immer wieder neu zu einer kollektiv empfundenen Identität zu verknüpfen. Die Differenzen im LAZ zwischen den Frauen, die strikt an einer separatistischen Lesbenpolitik festhalten wollten und denen, die die gezogenen Abgrenzungen zugunsten verschiedener Bündnisse und  Einschlüsse verschieben wollten, ließen sich jedoch langfristig nicht überbrücken.  Nach langen, teils heftigen internen Auseinandersetzungen und deutlichen Wechseln unter seinen Mitgliedern löste sich das LAZ schließlich Anfang 1982 auf, die letzten beiden Ausgaben der Lesbenpresse erschienen im Mai und Oktober des Jahres.